# Akronafplia Kai Palamidi
Akronafplia Kai Palamidi este o arie protejată (arie specială de conservare — SAC, sit de importanță comunitară — SCI) din Grecia întinsă pe o suprafață de 369,89 ha, integral pe uscat.

## Localizare
Centrul sitului Akronafplia Kai Palamidi este situat la coordonatele 37°33′37″N 22°48′34″E / 37.56014°N 22.809361°E.

## Înființare
Situl Akronafplia Kai Palamidi a fost declarat sit de importanță comunitară în aprilie 1997 pentru a proteja 1 specie de animale. Situl a fost protejat și ca arie specială de conservare în martie 2011.

## Biodiversitate
Situată în ecoregiunea mediteraneană, aria protejată conține 3 habitate naturale: Sarcopoterium spinosum phryganas, Pante stâncoase calcaroase cu vegetație casmofită, Păduri de pin mediteraneene cu pini mezogeni endemici.
La baza desemnării sitului se află o specie protejată de  reptile: Chelonia mydas
Pe lângă speciile protejate, pe teritoriul sitului au mai fost identificate 5 specii de plante, 6 specii de reptile.